# 比埃伊
比埃伊（法語：Bueil，法語發音：[bɥɛj]）是法国厄尔省的一个市镇，属于埃夫勒区。

## 地理
比埃伊（48°55'48"N, 1°26'29"E）面积4.91 平方千米，位于法国诺曼底大区厄尔省，该省份为法国北部内陆省份，北起滨海塞纳省，西接奧恩省和卡爾瓦多斯省，南至厄尔-卢瓦省，东临瓦兹省、瓦兹河谷省和伊夫林省。
与比埃伊接壤的市镇（或旧市镇、城区）包括：布勒伊蓬、厄尔河畔加雷讷、讷伊。

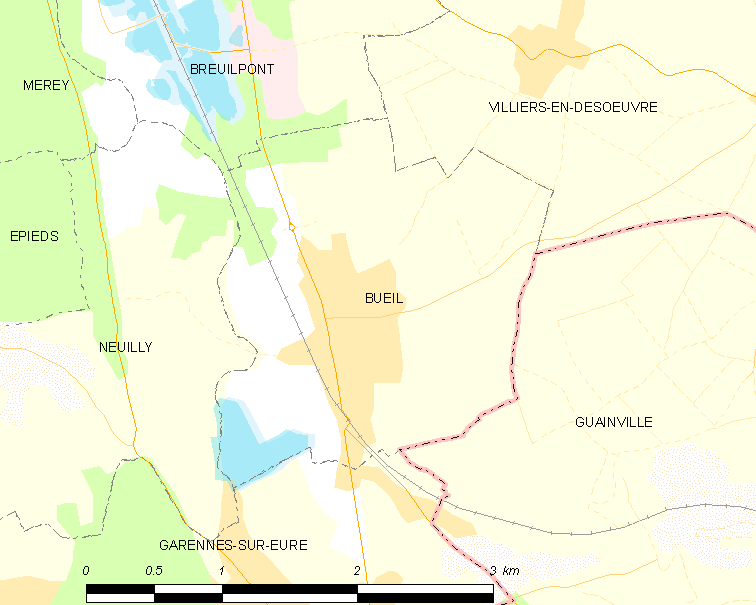
比埃伊的OSM定位图

比埃伊的时区为UTC+01:00、UTC+02:00（夏令时）。

## 行政
比埃伊的邮政编码为27730，INSEE市镇编码为27119。

## 政治
比埃伊所属的省级选区为厄尔河畔帕西县。

## 人口

1962-2008年间比埃伊人口变化图示

比埃伊于2022年1月1日时的人口数量为1635人。